# Gianpiero Combi
Gianpiero Combi (Torino, 20 dicembre 1902 – Imperia, 12 agosto 1956) è stato un calciatore, dirigente sportivo e imprenditore italiano, di ruolo portiere, campione del mondo e capitano della nazionale italiana nel 1934.
Insieme a Ricardo Zamora e František Plánička è ritenuto, sia dal giornalismo sia dalla storiografia sportiva, il miglior estremo difensore dell'anteguerra nonché uno dei più forti portieri europei del XX secolo (16º classificato nella graduatoria IFFHS).
Formatosi nel settore giovanile della Juventus, legò la sua intera attività sportiva e dirigenziale al club torinese, in cui militò per tredici stagioni a cavallo degli venti e trenta del XX secolo vincendo cinque scudetti, di cui quattro consecutivi. Insieme ai terzini Virginio Rosetta e Umberto Caligaris, Combi formò, nella Juventus e in nazionale, quella giornalisticamente ritenuta la miglior linea difensiva di sempre del calcio italiano nonché una delle migliori nella storia della disciplina. Detenne inoltre per 90 anni (1926-2016) il record assoluto d'imbattibilità (934′) nella storia della massima serie italiana.
Tra le varie attività intraprese dopo il ritiro dall'attività agonistica, negli anni quaranta fu anche direttore delle sezioni di nuoto e hockey su ghiaccio della Juventus.

## Biografia
Dopo la carriera agonistica divenne industriale e dirigente d'azienda. Morì nel 1956, a 53 anni, a Imperia, colpito da infarto alla guida della sua automobile durante un viaggio di ritorno da Sanremo, dove la sua famiglia era in vacanza.

## Caratteristiche tecniche
Soprannominato Fusetta per la sua notevole agilità, nonostante fosse scarsamente avvezzo a interventi vistosi, la sua sicurezza e leadership l'hanno reso un portiere di grande affidabilità per i suoi allenatori. Vantava un grande senso della posizione, soprattutto nelle uscite dalla propria porta per bloccare i cross e gli assist avversari. Nel corso della propria carriera cedette il posto da titolare in appena nove occasioni su un totale di 398, in ragione delle ottime condizioni fisiche, pur avendo subìto critiche sul versante strettamente atletico; divenne anche uno specialista nel bloccare i calci di rigore, intuendo la direzione della palla dopo avere fissato negli occhi il tiratore.

## Carriera

### Club

Combi anticipa in uscita Muzzioli nel corso della gara tra Juventus e Bologna del 18 novembre 1928

Inizialmente ebbe contatti con il Torino ma non fu preso in squadra poiché giudicato troppo debole e privo di una degna struttura atletica. Si rivolse allora ai concittadini della Juventus, che ne intuì la stoffa atletica e lo mandò in campo con la terza squadra. Inizialmente non venne considerato più di tanto dai dirigenti e dall'allenatore, ma in seguito a un malanno del portiere titolare dell'epoca, Emilio Barucco, fu chiamato in prima squadra con cui esordì in Serie A il 5 marzo 1922, durante la trasferta sul campo della Pro Vercelli terminata con la vittoria dei padroni di casa per 7-1: in seguito ai sette gol subiti, Combi si allenò duramente, invitando i compagni a calciare di potenza contro la sua porta negli allenamenti, nel tentativo di parare.
Nel 1931 subì un pesante infortunio in una gara di campionato, una botta alla testa; dopo diversi giorni di convalescenza, tuttavia, si rimise in sesto e tornò a giocare con continuità. Annunciò il ritiro nel 1934, a corollario di tredici anni in bianconero, dopo aver disputato in totale 351 gare e aver vinto cinque scudetti, quello del 1925-1926 e i primi quattro del Quinquennio d'oro (1930-1931, 1931-1932, 1932-1933 e 1933-1934). Proprio nel campionato 1925-1926 mantenne la sua porta inviolata per 934 minuti, più di nove partite (dal 25 ottobre 1925, nella gara Juventus-Milan 6-0 della 4ª giornata, al 28 febbraio 1926, nella sfida Parma-Juventus 0-3 della 12ª giornata): per novant'anni rimase questa la maggior inviolabilità mai fatta registrare da un portiere nella storia del massimo campionato italiano di calcio, prima di essere superata dai 974' di un altro estremo difensore bianconero, Gianluigi Buffon.

### Nazionale
Con l'Italia esordì il 6 aprile 1924 a Budapest, in un'amichevole contro l'Ungheria (1-7).

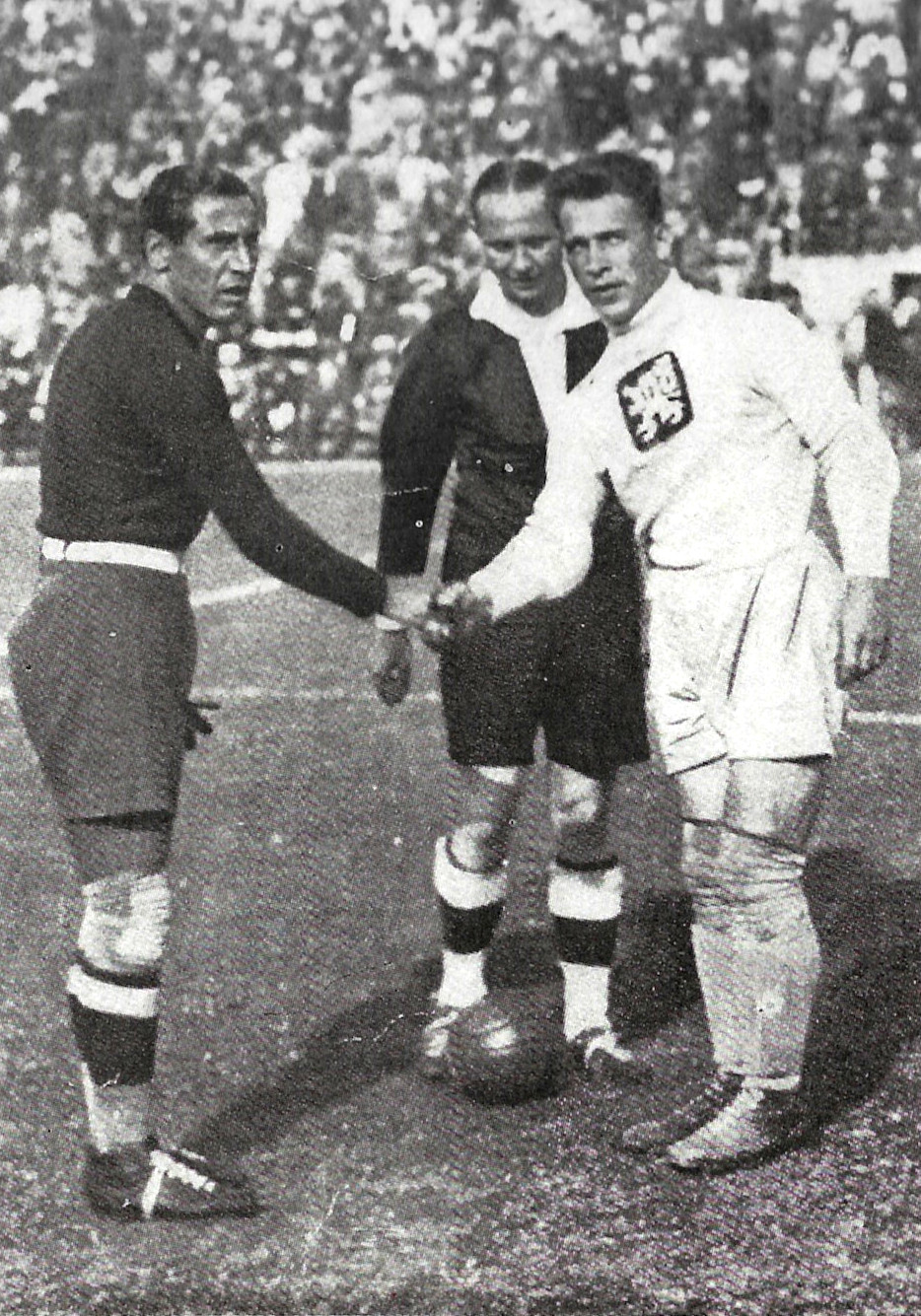
Combi (a sinistra) saluta il cecoslovacco František Plánička, un altro dei grandi portieri del periodo interbellico, prima della finale della Coppa Rimet 1934 a Roma

Fu un grande protagonista del campionato del mondo 1934 disputato in Italia, il primo titolo mondiale vinto dagli azzurri. A questo torneo avrebbe dovuto inizialmente prender parte solo come portiere di riserva, ma il destino volle che il titolare designato, Carlo Ceresoli dell'Ambrosiana-Inter, durante la preparazione sul campo di Firenze, in una parata un po' azzardata si rompesse un braccio a causa di uno scontro con Pietro Arcari; il commissario tecnico Vittorio Pozzo puntò quindi sul trentunenne Combi, ormai a fine carriera per gli standard del tempo, dopo un colloquio di cinque minuti. Il 10 giugno 1934 la finale contro la Cecoslovacchia fu la sua ultima partita in azzurro: Combi alzò la Coppa Jules Rimet da capitano, lasciando così un ulteriore segno prima del ritiro dalle competizioni calcistiche.
Durante una militanza di dieci anni, giocò 47 gare con la maglia della nazionale, subendo in totale 65 reti.

## Riconoscimenti postumi
Nel 1956 la Juventus intitolò postumamente a Combi il campo d'allenamento della prima squadra e un premio a livello giovanile.
Il Campo sportivo Littorio di Merano, realizzato nel 1933 per ospitare la nazionale italiana in occasione del Mondiale 1934, fu ribattezzato in onore a Combi nel 1957.
Nel 2011 il club torinese gli consegnò postumamente una delle cinquanta stelle nella Walk of Fame dello Juventus Stadium.

## Statistiche

### Presenze e reti nei club
| Stagione        | Squadra         | Campionato      | Campionato | Campionato |
| Stagione        | Squadra         | Comp            | Pres       | Reti       |
| --------------- | --------------- | --------------- | ---------- | ---------- |
| 1921-1922       | Juventus        | PD              | 10         | -15        |
| 1922-1923       | Juventus        | PD              | 21         | -21        |
| 1923-1924       | Juventus        | PD              | 21         | -19        |
| 1924-1925       | Juventus        | PD              | 24         | -21        |
| 1925-1926       | Juventus        | PD              | 27         | -19        |
| 1926-1927       | Juventus        | DN              | 28         | -23        |
| 1927-1928       | Juventus        | DN              | 32         | -40        |
| 1928-1929       | Juventus        | DN              | 28         | -25        |
| 1929-1930       | Juventus        | A               | 34         | -31        |
| 1930-1931       | Juventus        | A               | 29         | -32        |
| 1931-1932       | Juventus        | A               | 34         | -38        |
| 1932-1933       | Juventus        | A               | 34         | -23        |
| 1933-1934       | Juventus        | A               | 29         | -29        |
| Totale carriera | Totale carriera | Totale carriera | 351        | -336       |

### Cronologia presenze e reti in nazionale
| Cronologia completa delle presenze e delle reti in nazionale ― Italia | Cronologia completa delle presenze e delle reti in nazionale ― Italia | Cronologia completa delle presenze e delle reti in nazionale ― Italia | Cronologia completa delle presenze e delle reti in nazionale ― Italia | Cronologia completa delle presenze e delle reti in nazionale ― Italia | Cronologia completa delle presenze e delle reti in nazionale ― Italia | Cronologia completa delle presenze e delle reti in nazionale ― Italia | Cronologia completa delle presenze e delle reti in nazionale ― Italia |
| Data                                                                  | Città                                                                 | In casa                                                               | Risultato                                                             | Ospiti                                                                | Competizione                                                          | Reti                                                                  | Note                                                                  |
| --------------------------------------------------------------------- | --------------------------------------------------------------------- | --------------------------------------------------------------------- | --------------------------------------------------------------------- | --------------------------------------------------------------------- | --------------------------------------------------------------------- | --------------------------------------------------------------------- | --------------------------------------------------------------------- |
| 06/04/1924                                                            | Budapest                                                              | Ungheria                                                              | 7 – 1                                                                 | Italia                                                                | Amichevole                                                            | −7                                                                    |                                                                       |
| 22/03/1925                                                            | Torino                                                                | Italia                                                                | 7 – 0                                                                 | Francia                                                               | Amichevole                                                            | -                                                                     |                                                                       |
| 14/06/1925                                                            | Valencia                                                              | Spagna                                                                | 1 – 0                                                                 | Italia                                                                | Amichevole                                                            | −1                                                                    |                                                                       |
| 18/06/1925                                                            | Lisbona                                                               | Portogallo                                                            | 1 – 0                                                                 | Italia                                                                | Amichevole                                                            | −1                                                                    |                                                                       |
| 04/11/1925                                                            | Padova                                                                | Italia                                                                | 2 – 1                                                                 | Jugoslavia                                                            | Amichevole                                                            | −1                                                                    |                                                                       |
| 17/01/1926                                                            | Torino                                                                | Italia                                                                | 3 – 1                                                                 | Cecoslovacchia                                                        | Amichevole                                                            | −1                                                                    |                                                                       |
| 28/10/1926                                                            | Praga                                                                 | Cecoslovacchia                                                        | 3 – 1                                                                 | Italia                                                                | Amichevole                                                            | −3                                                                    |                                                                       |
| 30/01/1927                                                            | Ginevra                                                               | Svizzera                                                              | 1 – 5                                                                 | Italia                                                                | Amichevole                                                            | −1                                                                    |                                                                       |
| 17/04/1927                                                            | Torino                                                                | Italia                                                                | 3 – 1                                                                 | Portogallo                                                            | Amichevole                                                            | −1                                                                    |                                                                       |
| 24/04/1927                                                            | Parigi                                                                | Francia                                                               | 3 – 3                                                                 | Italia                                                                | Amichevole                                                            | −3                                                                    |                                                                       |
| 01/06/1928                                                            | Amsterdam                                                             | Spagna                                                                | 1 – 1 dts                                                             | Italia                                                                | Olimpiadi 1928 - Quarti di finale                                     | −1                                                                    |                                                                       |
| 04/06/1928                                                            | Amsterdam                                                             | Spagna                                                                | 1 – 7                                                                 | Italia                                                                | Olimpiadi 1928 - Quarti di finale (ripetizione)                       | −1                                                                    | [ 17 ]                                                                |
| 07/06/1928                                                            | Amsterdam                                                             | Uruguay                                                               | 3 – 2                                                                 | Italia                                                                | Olimpiadi 1928 - Semifinale                                           | −3                                                                    |                                                                       |
| 09/06/1928                                                            | Amsterdam                                                             | Egitto                                                                | 3 – 11                                                                | Italia                                                                | Olimpiadi 1928 - Finale 3º posto                                      | −3                                                                    |                                                                       |
| 14/10/1928                                                            | Zurigo                                                                | Svizzera                                                              | 2 – 3                                                                 | Italia                                                                | Coppa Internazionale 1927-1930                                        | −2                                                                    |                                                                       |
| 11/11/1928                                                            | Roma                                                                  | Italia                                                                | 2 – 2                                                                 | Austria                                                               | Amichevole                                                            | −2                                                                    |                                                                       |
| 02/12/1928                                                            | Milano                                                                | Italia                                                                | 3 – 2                                                                 | Paesi Bassi                                                           | Amichevole                                                            | −2                                                                    |                                                                       |
| 03/03/1929                                                            | Bologna                                                               | Italia                                                                | 4 – 2                                                                 | Cecoslovacchia                                                        | Coppa Internazionale 1927-1930                                        | −2                                                                    |                                                                       |
| 07/04/1929                                                            | Vienna                                                                | Austria                                                               | 3 – 0                                                                 | Italia                                                                | Coppa Internazionale 1927-1930                                        | −3                                                                    |                                                                       |
| 28/04/1929                                                            | Torino                                                                | Italia                                                                | 1 – 2                                                                 | Germania                                                              | Amichevole                                                            | −2                                                                    |                                                                       |
| 01/12/1929                                                            | Milano                                                                | Italia                                                                | 6 – 1                                                                 | Portogallo                                                            | Amichevole                                                            | −1                                                                    |                                                                       |
| 09/02/1930                                                            | Roma                                                                  | Italia                                                                | 4 – 2                                                                 | Svizzera                                                              | Amichevole                                                            | −2                                                                    |                                                                       |
| 02/03/1930                                                            | Francoforte                                                           | Germania                                                              | 0 – 2                                                                 | Italia                                                                | Amichevole                                                            | -                                                                     |                                                                       |
| 06/04/1930                                                            | Amsterdam                                                             | Paesi Bassi                                                           | 1 – 1                                                                 | Italia                                                                | Amichevole                                                            | −1                                                                    |                                                                       |
| 11/05/1930                                                            | Budapest                                                              | Ungheria                                                              | 0 – 5                                                                 | Italia                                                                | Coppa Internazionale 1927-1930                                        | -                                                                     |                                                                       |
| 22/06/1930                                                            | Bologna                                                               | Italia                                                                | 2 – 3                                                                 | Spagna                                                                | Amichevole                                                            | −3                                                                    |                                                                       |
| 25/01/1931                                                            | Bologna                                                               | Italia                                                                | 5 – 0                                                                 | Francia                                                               | Amichevole                                                            | -                                                                     |                                                                       |
| 22/02/1931                                                            | Milano                                                                | Italia                                                                | 2 – 1                                                                 | Austria                                                               | Coppa Internazionale 1931-1932                                        | −1                                                                    |                                                                       |
| 29/03/1931                                                            | Berna                                                                 | Svizzera                                                              | 1 – 1                                                                 | Italia                                                                | Coppa Internazionale 1931-1932                                        | −1                                                                    |                                                                       |
| 12/04/1931                                                            | Porto                                                                 | Portogallo                                                            | 0 – 2                                                                 | Italia                                                                | Amichevole                                                            | -                                                                     |                                                                       |
| 19/04/1931                                                            | Bilbao                                                                | Spagna                                                                | 0 – 0                                                                 | Italia                                                                | Amichevole                                                            | -                                                                     |                                                                       |
| 20/05/1931                                                            | Roma                                                                  | Italia                                                                | 3 – 0                                                                 | Scozia                                                                | Amichevole                                                            | -                                                                     |                                                                       |
| 15/11/1931                                                            | Roma                                                                  | Italia                                                                | 2 – 2                                                                 | Cecoslovacchia                                                        | Coppa Internazionale 1931-1932                                        | −2                                                                    | cap.                                                                  |
| 13/12/1931                                                            | Torino                                                                | Italia                                                                | 3 – 2                                                                 | Ungheria                                                              | Coppa Internazionale 1931-1932                                        | −2                                                                    |                                                                       |
| 10/04/1932                                                            | Parigi                                                                | Francia                                                               | 1 – 2                                                                 | Italia                                                                | Amichevole                                                            | −1                                                                    |                                                                       |
| 08/05/1932                                                            | Budapest                                                              | Ungheria                                                              | 1 – 1                                                                 | Italia                                                                | Coppa Internazionale 1931-1932                                        | −1                                                                    |                                                                       |
| 02/04/1933                                                            | Ginevra                                                               | Svizzera                                                              | 0 – 3                                                                 | Italia                                                                | Coppa Internazionale 1931-1932                                        | -                                                                     |                                                                       |
| 07/05/1933                                                            | Firenze                                                               | Italia                                                                | 2 – 0                                                                 | Cecoslovacchia                                                        | Coppa Internazionale 1931-1932                                        | -                                                                     |                                                                       |
| 13/05/1933                                                            | Roma                                                                  | Italia                                                                | 1 – 1                                                                 | Inghilterra                                                           | Amichevole                                                            | −1                                                                    |                                                                       |
| 22/10/1933                                                            | Budapest                                                              | Ungheria                                                              | 0 – 1                                                                 | Italia                                                                | Coppa Internazionale 1933-1935                                        | -                                                                     |                                                                       |
| 03/12/1933                                                            | Firenze                                                               | Italia                                                                | 5 – 2                                                                 | Svizzera                                                              | Coppa Internazionale 1933-1935                                        | −2                                                                    |                                                                       |
| 11/02/1934                                                            | Torino                                                                | Italia                                                                | 2 – 4                                                                 | Austria                                                               | Coppa Internazionale 1933-1935                                        | −4                                                                    |                                                                       |
| 27/05/1934                                                            | Roma                                                                  | Italia                                                                | 7 – 1                                                                 | Stati Uniti                                                           | Mondiali 1934 - Ottavi di finale                                      | −1                                                                    |                                                                       |
| 31/05/1934                                                            | Firenze                                                               | Italia                                                                | 1 – 1 dts                                                             | Spagna                                                                | Mondiali 1934 - Quarti di finale                                      | −1                                                                    | cap.                                                                  |
| 01/06/1934                                                            | Firenze                                                               | Italia                                                                | 1 – 0                                                                 | Spagna                                                                | Mondiali 1934 - Quarti di finale (ripetizione)                        | -                                                                     | cap.                                                                  |
| 03/06/1934                                                            | Milano                                                                | Italia                                                                | 1 – 0                                                                 | Austria                                                               | Mondiali 1934 - Semifinale                                            | -                                                                     | cap.                                                                  |
| 10/06/1934                                                            | Roma                                                                  | Italia                                                                | 2 – 1 dts                                                             | Cecoslovacchia                                                        | Mondiali 1934 - Finale                                                | −1                                                                    | cap.                                                                  |
| Totale                                                                |                                                                       | Presenze (53º posto)                                                  | 47                                                                    |                                                                       | Reti                                                                  | −65                                                                   |                                                                       |

## Palmarès

### Club
- Campionato italiano: 5

Juventus: 1925-1926, 1930-1931, 1931-1932, 1932-1933, 1933-1934

### Nazionale
- Bronzo olimpico: 1

Amsterdam 1928
- Coppa Internazionale: 2

1927-1930, 1933-1935
- Campionato mondiale: 1

Italia 1934